# Richard Thorpe
Richard Thorpe, född Rollo Smolt Thorpe 24 februari 1896 i Hutchinson, Kansas, död 1 maj 1991 i Palm Springs, Kalifornien, var en amerikansk filmregissör. Han stod under åren 1923-1967 för regin till över 180 filmer. Under det tidiga 1930-talet gjorde han filmer för lågbudgetbolaget Chesterfield Pictures, men kom sedan att arbeta länge för filmbolaget Metro-Goldwyn-Mayer där han regisserade många av tidens populära skådespelare.
Thorpe har tilldelats en stjärna på Hollywood Walk of Fame vid adressen 6101 Hollywood Blvd.

## Filmregi (i urval)
- 1937 – Dubbelbröllop
- 1937 – När mörkret faller
- 1938 – Den moderna Eva
- 1938 – Uppror i äktenskapet
- 1938 – 3 friare söka fästmö
- 1939 – Huckleberry Finns äventyr
- 1943 – Kvinnor vid fronten
- 1943 – Sista paret ut
- 1945 – Gäckande skuggan tar hem spelet
- 1945 – Badflickan
- 1948 – På en ö med dej
- 1949 – Hemligt uppdrag i Malaya
- 1950 – Svarta handen
- 1952 – Dömd utan bevis
- 1952 – Ivanhoe – den svarte riddaren
- 1954 – Studentprinsen
- 1957 – Jailhouse Rock
- 1963 – Kul i Acapulco
- 1965 – Min säng är din!